# VW-Porsche 914/6 Hispano-Alemán
La VW-Porsche 914/6 Hispano-Alemán è una concept car costruita dalla carrozzeria Pietro Frua su meccanica Porsche 914/6. Fu presentata al Salone di Ginevra nel marzo 1971.

## La storia
Nel marzo 1970, l'importatore spagnolo Porsche Werner Bernhard Heiderich e fondatore della Hispano Aleman, acquistò una VW-Porsche 914/6 al fine di migliorarla esteticamente. A tal fine trasferì l'auto direttamente da Stoccarda a Torino per dare il progetto a Giorgetto Giugiaro che però rifiutò in quanto era troppo occupato in quel momento con altri progetti. Heiderich si rivolse dunque a Pietro Frua, che accettò l'incarico. 
Nel luglio dello stesso anno Frua assegnò il codice 866 al progetto che sarebbe stato realizzato sulla base del 914/6. Heiderich amava le linee del Mercedes-Benz C-111, e soprattutto le sue porte ad ala di gabbiano, una soluzione tecnica che voleva vedere incarnata nel progetto commissionato a Frua ma, che fu alla fine bocciata dall'italiano per ragioni di rigidità strutturale. 
Per garantire che le prestazioni corrispondessero all'aspetto, il motore originale fu affidato da Heiderich al meccanico Antonio Santez che portò la potenza del motore a 225 CV (utilizzando molte parti del motore della Porsche 906) che spingeva l'auto a circa 230 km / h e accelerazione da 0-100 km / h in circa 7 secondi.
Il veicolo ultimato venne esposto al Salone di Ginevra nel marzo 1971. Lì, il capo del PR presso la VW-Porsche Vertriebsgesellschaft Fritz Huschke von Hanstein vide l'auto e informò il CEO di Porsche KG, Ferry Porsche, che andò a Ginevra per vederla. Fu un successo e Porsche accettò di avviare una piccola produzione presso gli stabilimenti della Hispano-Alemán a Madrid. Proprio durante il Salone però, Frua sbalordì Heiderich rivendicando la proprietà intellettuale dell'auto. 
Secondo Frua, Heiderich aveva pagato per progettare e costruire il veicolo esposto alla mostra ma, non i diritti di riproduzione. A seguito della controversia che ne è derivata, Frua ha fatto sequestrare l'auto dalla dogana svizzera dopo il salone dell'auto. La controversia giudiziaria che ne seguì fu decisa solo nel 1976 in terzo grado dal Tribunale di Torino a favore di Heiderich. 
Poiché la produzione della VW-Porsche 914 fu interrotta alla fine del 1975 il progetto di Heiderich non vide mai la produzione e rimase solo un prototipo funzionante in suo possesso. 
Dopo la morte di Heiderich nel 2008 la moglie Mari Asun Ornilla de Heiderich a proposito della 914/6 dichiarò: "Quella macchina, la terremo in famiglia per sempre, nostra figlia dopo di me, perché era un'auto davvero importante nella vita di Ben".